# Coupe du président de l'AFC 2013
Navigation
Édition précédente Édition suivante
La Coupe du président de l'AFC 2013 est la neuvième édition de la Coupe du président de l'AFC, se jouant entre des clubs de nations membres de la Confédération asiatique de football (AFC).
Plusieurs changements ont lieu par rapport à l'édition précédente. Le Tadjikistan a été autorisée à prendre part à la Coupe de l'AFC 2013, à la suite de ses bons résultats en Coupe du président de l'AFC. Dans le même temps, les Philippines engagent pour la première fois un club dans la compétition.
C'est le club turkmène du FC Balkan qui remporte la compétition, après avoir battu en finale les Pakistanais de KRL FC. C'est le tout premier titre continental de l'histoire du club.
Lors de cette édition, 25 rencontres ont été disputées pour 94 buts marqués (soit une moyenne de 3,76 buts par match). L'affluence globale est de 49 345 spectateurs (soit 1 974 spectateurs par match en moyenne).

## Participants
| - Abahani Limited - Champion du Bangladesh 2012 - Yeedzin FC - Champion du Bhoutan en 2012-2013 - Boeung Ket Rubber Field - Champion du Cambodge 2012 - Dordoi Bichkek - Champion du Kirghizistan 2012 - Erchim - Champion de Mongolie 2012 - Three Star Club - Champion du Népal 2012-2013 | - Abahani Limited - Champion du Bangladesh 2012 - Yeedzin FC - Champion du Bhoutan en 2012-2013 - Boeung Ket Rubber Field - Champion du Cambodge 2012 - Dordoi Bichkek - Champion du Kirghizistan 2012 - Erchim - Champion de Mongolie 2012 - Three Star Club - Champion du Népal 2012-2013 | - Abahani Limited - Champion du Bangladesh 2012 - Yeedzin FC - Champion du Bhoutan en 2012-2013 - Boeung Ket Rubber Field - Champion du Cambodge 2012 - Dordoi Bichkek - Champion du Kirghizistan 2012 - Erchim - Champion de Mongolie 2012 - Three Star Club - Champion du Népal 2012-2013 | - Abahani Limited - Champion du Bangladesh 2012 - Yeedzin FC - Champion du Bhoutan en 2012-2013 - Boeung Ket Rubber Field - Champion du Cambodge 2012 - Dordoi Bichkek - Champion du Kirghizistan 2012 - Erchim - Champion de Mongolie 2012 - Three Star Club - Champion du Népal 2012-2013 | - Abahani Limited - Champion du Bangladesh 2012 - Yeedzin FC - Champion du Bhoutan en 2012-2013 - Boeung Ket Rubber Field - Champion du Cambodge 2012 - Dordoi Bichkek - Champion du Kirghizistan 2012 - Erchim - Champion de Mongolie 2012 - Three Star Club - Champion du Népal 2012-2013 | - Abahani Limited - Champion du Bangladesh 2012 - Yeedzin FC - Champion du Bhoutan en 2012-2013 - Boeung Ket Rubber Field - Champion du Cambodge 2012 - Dordoi Bichkek - Champion du Kirghizistan 2012 - Erchim - Champion de Mongolie 2012 - Three Star Club - Champion du Népal 2012-2013 | - KRL FC - Champion du Pakistan 2012-2013 - Global FC - Champion des Philippines 2012 - Hilal Al-Quds - Champion de Palestine en 2011-2012 - Sri Lanka Army - Vice-champion du Sri Lanka 2011-2012 - Taiwan Power Company - Champion de Taipei chinois 2012 - FC Balkan - Champion du Turkménistan 2012 | - KRL FC - Champion du Pakistan 2012-2013 - Global FC - Champion des Philippines 2012 - Hilal Al-Quds - Champion de Palestine en 2011-2012 - Sri Lanka Army - Vice-champion du Sri Lanka 2011-2012 - Taiwan Power Company - Champion de Taipei chinois 2012 - FC Balkan - Champion du Turkménistan 2012 | - KRL FC - Champion du Pakistan 2012-2013 - Global FC - Champion des Philippines 2012 - Hilal Al-Quds - Champion de Palestine en 2011-2012 - Sri Lanka Army - Vice-champion du Sri Lanka 2011-2012 - Taiwan Power Company - Champion de Taipei chinois 2012 - FC Balkan - Champion du Turkménistan 2012 | - KRL FC - Champion du Pakistan 2012-2013 - Global FC - Champion des Philippines 2012 - Hilal Al-Quds - Champion de Palestine en 2011-2012 - Sri Lanka Army - Vice-champion du Sri Lanka 2011-2012 - Taiwan Power Company - Champion de Taipei chinois 2012 - FC Balkan - Champion du Turkménistan 2012 | - KRL FC - Champion du Pakistan 2012-2013 - Global FC - Champion des Philippines 2012 - Hilal Al-Quds - Champion de Palestine en 2011-2012 - Sri Lanka Army - Vice-champion du Sri Lanka 2011-2012 - Taiwan Power Company - Champion de Taipei chinois 2012 - FC Balkan - Champion du Turkménistan 2012 | - KRL FC - Champion du Pakistan 2012-2013 - Global FC - Champion des Philippines 2012 - Hilal Al-Quds - Champion de Palestine en 2011-2012 - Sri Lanka Army - Vice-champion du Sri Lanka 2011-2012 - Taiwan Power Company - Champion de Taipei chinois 2012 - FC Balkan - Champion du Turkménistan 2012 |

## Calendrier
| Tour             | Date                  | Équipes participantes |
| ---------------- | --------------------- | --------------------- |
| Phase de groupes | du 6 au 12 mai        | 12                    |
| Phase finale     | du 23 au 27 septembre | 6                     |
| Finale           | 29 septembre          | 2                     |

## Phase de groupes
Le tirage au sort s'est déroulé le 19 mars 2013 à 15h à l'AFC House de Kuala Lumpur (Malaisie). Les 12 équipes sont réparties en 3 groupes qui se jouent au Népal, aux Philippines et au Cambodge. Les deux premiers de chaque groupe se qualifient pour la phase finale.

### Groupe A
Les matchs du groupe A ont lieu au Stade Dasarath Rangasala de Katmandou au Népal du 7 au 11 mai 2013.
| Rang | Équipe               | Pts | J | G | N | P | Bp | Bc | Diff |  | Résultats            | Drapeau du Népal |     |     |     |
| ---- | -------------------- | --- | - | - | - | - | -- | -- | ---- |  | -------------------- | ---------------- | --- | --- | --- |
| 1    | Three Star Club      | 5   | 3 | 1 | 2 | 0 | 5  | 3  | +2   |  | Three Star Club      |                  | 2-0 | 2-2 | 1-1 |
| 2    | Erchim               | 4   | 3 | 1 | 1 | 1 | 1  | 2  | -1   |  | Erchim               |                  |     | 0-0 | 1-0 |
| 3    | Taiwan Power Company | 3   | 3 | 0 | 3 | 0 | 3  | 3  | 0    |  | Taiwan Power Company |                  |     |     | 1-1 |
| 4    | Abahani Limited      | 2   | 3 | 0 | 2 | 1 | 2  | 3  | -1   |  | Abahani Limited      |                  |     |     |     |

| 7 mai 2013     | Taiwan Power Company | 0 - 0   | Erchim | Stade Dasarath Rangasala, Katmandou              |                                                  |
| 15:10 UTC+5:45 |                      | (0 - 0) |        | Spectateurs : 1 000 Arbitrage : Masoud Tufaylieh | Spectateurs : 1 000 Arbitrage : Masoud Tufaylieh |
| 15:10 UTC+5:45 | rapport              |         |        | Spectateurs : 1 000 Arbitrage : Masoud Tufaylieh | Spectateurs : 1 000 Arbitrage : Masoud Tufaylieh |

| 7 mai 2013     | Three Star Club | 1 - 1   | Abahani Limited | Stade Dasarath Rangasala, Katmandou        |                                            |
| 18:10 UTC+5:45 | Shrestha 15e    | (1 - 1) | 38e Towhidul    | Spectateurs : 4 000 Arbitrage : Ali Shaban | Spectateurs : 4 000 Arbitrage : Ali Shaban |
| 18:10 UTC+5:45 | rapport         |         |                 | Spectateurs : 4 000 Arbitrage : Ali Shaban | Spectateurs : 4 000 Arbitrage : Ali Shaban |

| 9 mai 2013     | Abahani Limited | 1 - 1   | Taiwan Power Company | Stade Dasarath Rangasala, Katmandou              |                                                  |
| 15:10 UTC+5:45 | Shakhawat 5e    | (1 - 1) | 14e Hang             | Spectateurs : 600 Arbitrage : Çarymyrat Gurbanow | Spectateurs : 600 Arbitrage : Çarymyrat Gurbanow |
| 15:10 UTC+5:45 | rapport         |         |                      | Spectateurs : 600 Arbitrage : Çarymyrat Gurbanow | Spectateurs : 600 Arbitrage : Çarymyrat Gurbanow |

| 9 mai 2013     | Erchim  | 0 - 2   | Three Star Club       | Stade Dasarath Rangasala, Katmandou             |                                                 |
| 18:10 UTC+5:45 |         | (0 - 1) | 10e Zikahi · 64e Femi | Spectateurs : 3 000 Arbitrage : Khurram Shahzad | Spectateurs : 3 000 Arbitrage : Khurram Shahzad |
| 18:10 UTC+5:45 | rapport |         |                       | Spectateurs : 3 000 Arbitrage : Khurram Shahzad | Spectateurs : 3 000 Arbitrage : Khurram Shahzad |

| 11 mai 2013    | Erchim         | 1 - 0   | Abahani Limited | Stade Dasarath Rangasala, Katmandou        |                                            |
| 15:10 UTC+5:45 | Batbilguun 59e | (0 - 0) |                 | Spectateurs : 1 000 Arbitrage : Ali Shaban | Spectateurs : 1 000 Arbitrage : Ali Shaban |
| 15:10 UTC+5:45 | rapport        |         |                 | Spectateurs : 1 000 Arbitrage : Ali Shaban | Spectateurs : 1 000 Arbitrage : Ali Shaban |

| 11 mai 2013    | Three Star Club            | 2 - 2   | Taiwan Power Company | Stade Dasarath Rangasala, Katmandou              |                                                  |
| 18:10 UTC+5:45 | Zikahi 7e · Budhathoki 15e | (2 - 2) | 20e Kuo · 45+1e Hung | Spectateurs : 7 000 Arbitrage : Ammar al-Jeneibi | Spectateurs : 7 000 Arbitrage : Ammar al-Jeneibi |
| 18:10 UTC+5:45 | rapport                    |         |                      | Spectateurs : 7 000 Arbitrage : Ammar al-Jeneibi | Spectateurs : 7 000 Arbitrage : Ammar al-Jeneibi |

### Groupe B
Les matchs du groupe B ont lieu au Cebu City Sports Complex de Cebu aux Philippines du 8 au 12 mai 2013. 
| Rang | Équipe              | Pts | J | G | N | P | Bp | Bc | Diff |  | Résultats           |  |     |     |     |
| ---- | ------------------- | --- | - | - | - | - | -- | -- | ---- |  | ------------------- |  | --- | --- | --- |
| 1    | Dordoi-Dynamo Naryn | 7   | 3 | 2 | 1 | 0 | 16 | 2  | +14  |  | Dordoi-Dynamo Naryn |  | 1-1 | 6-1 | 9-0 |
| 2    | KRL FC              | 7   | 3 | 2 | 1 | 0 | 11 | 1  | +10  |  | KRL FC              |  |     | 2-0 | 8-0 |
| 3    | Global FC           | 3   | 3 | 1 | 0 | 2 | 6  | 8  | -2   |  | Global FC           |  |     |     | 5-0 |
| 4    | Yeedzin FC          | 0   | 3 | 0 | 0 | 3 | 0  | 22 | -22  |  | Yeedzin FC          |  |     |     |     |

| 8 mai 2013  | Dordoi-Dynamo Naryn | 1 - 1   | KRL FC           | Cebu City Sports Complex, Cebu                      |                                                     |
| 16:30 UTC+8 | Kharchenko 23e      | (1 - 0) | 50e (pen.) Ishaq | Spectateurs : 1 100 Arbitrage : Nivon Robesh Gamini | Spectateurs : 1 100 Arbitrage : Nivon Robesh Gamini |
| 16:30 UTC+8 | rapport             |         |                  | Spectateurs : 1 100 Arbitrage : Nivon Robesh Gamini | Spectateurs : 1 100 Arbitrage : Nivon Robesh Gamini |

| 8 mai 2013  | Global FC                                                              | 5 - 0   | Yeedzin FC | Cebu City Sports Complex, Cebu                    |                                                   |
| 19:30 UTC+8 | Reichelt 5e · De Murga 9e · Starosta 15e · Bahadoran 20e · Angeles 64e | (4 - 0) |            | Spectateurs : 2 500 Arbitrage : Mukhtar Al-Yarimi | Spectateurs : 2 500 Arbitrage : Mukhtar Al-Yarimi |
| 19:30 UTC+8 | rapport                                                                |         |            | Spectateurs : 2 500 Arbitrage : Mukhtar Al-Yarimi | Spectateurs : 2 500 Arbitrage : Mukhtar Al-Yarimi |

| 10 mai 2013 | Yeedzin FC | 0 - 9   | Dordoi-Dynamo Naryn | Cebu City Sports Complex, Cebu                  |                                                 |
| 16:30 UTC+8 |            | (0 - 3) | Murzaev 9e · Rustamov 30e · Murzaev 41e · Murzaev 50e · Shamshiev 54e · Kaleutin 62e · Murzaev 72e · Murzaev 80e (pen.) · Rustamov 84e | Spectateurs : 900 Arbitrage : Mohammad Abu Loum | Spectateurs : 900 Arbitrage : Mohammad Abu Loum |
| 16:30 UTC+8 | rapport    |         | | Spectateurs : 900 Arbitrage : Mohammad Abu Loum | Spectateurs : 900 Arbitrage : Mohammad Abu Loum |

| 10 mai 2013 | KRL FC              | 2 - 0   | Global FC | Cebu City Sports Complex, Cebu          |                                         |
| 19:30 UTC+8 | Khan 12e · Adil 77e | (1 - 0) |           | Spectateurs : 4 352 Arbitrage : Wang Di | Spectateurs : 4 352 Arbitrage : Wang Di |
| 19:30 UTC+8 | rapport             |         |           | Spectateurs : 4 352 Arbitrage : Wang Di | Spectateurs : 4 352 Arbitrage : Wang Di |

| 12 mai 2013 | KRL FC | 8 - 0   | Yeedzin FC | Cebu City Sports Complex, Cebu                          |                                                         |
| 16:30 UTC+8 | K.Khan 4e (pen.) · Abid Khan 37e · Us-Salam 44e · S.Khan 45+1e · K.Khan 71e · K.Khan 75e · K.Khan 83e · K.Khan 90+1e | (4 - 0) |            | Spectateurs : 1 315 Arbitrage : Nagor Amir Noor Mohamed | Spectateurs : 1 315 Arbitrage : Nagor Amir Noor Mohamed |
| 16:30 UTC+8 | rapport |         |            | Spectateurs : 1 315 Arbitrage : Nagor Amir Noor Mohamed | Spectateurs : 1 315 Arbitrage : Nagor Amir Noor Mohamed |

| 12 mai 2013 | Global FC   | 1 - 6   | Dordoi-Dynamo Naryn                                                                         | Cebu City Sports Complex, Cebu                      |                                                     |
| 19:30 UTC+8 | De Murga 9e | (1 - 2) | Murzaev 14e · Murzaev 25e (pen.) · Murzaev 55e · Murzaev 64e · Shamshiev 77e · Tetteh 90+3e | Spectateurs : 4 725 Arbitrage : Nivon Robesh Gamini | Spectateurs : 4 725 Arbitrage : Nivon Robesh Gamini |
| 19:30 UTC+8 | rapport     |         |                                                                                             | Spectateurs : 4 725 Arbitrage : Nivon Robesh Gamini | Spectateurs : 4 725 Arbitrage : Nivon Robesh Gamini |

### Groupe C
Les matchs du groupe C ont lieu au Stade Olympique de Phnom Penh au Cambodge du 6 au 10 mai 2013.
| Rang | Équipe                  | Pts | J | G | N | P | Bp | Bc | Diff |  | Résultats               |  |     |     |      |
| ---- | ----------------------- | --- | - | - | - | - | -- | -- | ---- |  | ----------------------- |  | --- | --- | ---- |
| 1    | FC Balkan               | 9   | 3 | 3 | 0 | 0 | 10 | 2  | +8   |  | FC Balkan               |  | 3-2 | 2-0 | 5-0  |
| 2    | Hilal Al-Quds           | 6   | 3 | 2 | 0 | 1 | 13 | 3  | +10  |  | Hilal Al-Quds           |  |     | 1-0 | 10-0 |
| 3    | Boeung Ket Rubber Field | 3   | 3 | 1 | 0 | 2 | 6  | 3  | +3   |  | Boeung Ket Rubber Field |  |     |     | 6-0  |
| 4    | Sri Lanka Army          | 0   | 3 | 0 | 0 | 3 | 0  | 21 | -21  |  | Sri Lanka Army          |  |     |     |      |

| 6 mai 2013  | Hilal Al-Quds                      | 2 - 3   | FC Balkan                                | Stade olympique, Phnom Penh                |                                            |
| 13:00 UTC+7 | Abu Rwais 39e · Kettlun 73e (pen.) | (1 - 1) | Garadanow 5e · Gurbani 79e · Gurbani 89e | Spectateurs : 400 Arbitrage : Yu Ming-hsun | Spectateurs : 400 Arbitrage : Yu Ming-hsun |
| 13:00 UTC+7 | rapport                            |         |                                          | Spectateurs : 400 Arbitrage : Yu Ming-hsun | Spectateurs : 400 Arbitrage : Yu Ming-hsun |

| 6 mai 2013  | Boeung Ket Rubber Field                                                                          | 6 - 0   | Sri Lanka Army | Stade olympique, Phnom Penh                                |                                                            |
| 16:00 UTC+7 | Vathanaka 8e · Vathanaka 27e (pen.) · Vathanaka 61e · Sokngon 72e · Sokpheng 85e · Vathanaka 89e | (2 - 0) |                | Spectateurs : 4 000 Arbitrage : Mohanad Qasim Eesee Sarray | Spectateurs : 4 000 Arbitrage : Mohanad Qasim Eesee Sarray |
| 16:00 UTC+7 | rapport                                                                                          |         |                | Spectateurs : 4 000 Arbitrage : Mohanad Qasim Eesee Sarray | Spectateurs : 4 000 Arbitrage : Mohanad Qasim Eesee Sarray |

| 8 mai 2013  | Sri Lanka Army | 0 - 10  | Hilal Al-Quds | Stade olympique, Phnom Penh                |                                            |
| 13:00 UTC+7 |                | (0 - 2) | Kettlun 13e (pen.) · Gharqoud 35e · Kettlun 48e (pen.) · Gharqoud 49e (pen.) · Obaid 66e · Lafi 68e · Kettlun 79e · Lafi 86e · Abu Jazar 90e · Abu Rwais 90+2e | Spectateurs : 700 Arbitrage : Pratap Singh | Spectateurs : 700 Arbitrage : Pratap Singh |
| 13:00 UTC+7 | rapport        |         | | Spectateurs : 700 Arbitrage : Pratap Singh | Spectateurs : 700 Arbitrage : Pratap Singh |

| 8 mai 2013  | FC Balkan                   | 2 - 0   | Boeung Ket Rubber Field | Stade olympique, Phnom Penh                        |                                                    |
| 16:00 UTC+7 | Garadanow 8e · Şirmedow 85e | (1 - 0) |                         | Spectateurs : 5 000 Arbitrage : Tayeb Shamsuzzaman | Spectateurs : 5 000 Arbitrage : Tayeb Shamsuzzaman |
| 16:00 UTC+7 | rapport                     |         |                         | Spectateurs : 5 000 Arbitrage : Tayeb Shamsuzzaman | Spectateurs : 5 000 Arbitrage : Tayeb Shamsuzzaman |

| 10 mai 2013 | FC Balkan                                                                          | 5 - 0   | Sri Lanka Army | Stade olympique, Phnom Penh                |                                            |
| 13:00 UTC+8 | Çoňkaýew 2e · Baýramow 13e · Şirmedow 56e · Atamämmedow 74e · Yamanalage 79e (csc) | (2 - 0) |                | Spectateurs : 500 Arbitrage : Yu Ming-hsun | Spectateurs : 500 Arbitrage : Yu Ming-hsun |
| 13:00 UTC+8 | rapport                                                                            |         |                | Spectateurs : 500 Arbitrage : Yu Ming-hsun | Spectateurs : 500 Arbitrage : Yu Ming-hsun |

| 10 mai 2013 | Boeung Ket Rubber Field | 0 - 1   | Hilal Al-Quds    | Stade olympique, Phnom Penh                                |                                                            |
| 16:00 UTC+8 |                         | (0 - 0) | Abu Gharqoud 87e | Spectateurs : 5 500 Arbitrage : Mohanad Qasim Eesee Sarray | Spectateurs : 5 500 Arbitrage : Mohanad Qasim Eesee Sarray |
| 16:00 UTC+8 | rapport                 |         |                  | Spectateurs : 5 500 Arbitrage : Mohanad Qasim Eesee Sarray | Spectateurs : 5 500 Arbitrage : Mohanad Qasim Eesee Sarray |

## Phase finale
Le tirage au sort s'est fait le 31 juillet 2013 à 15h à l'AFC House de Kuala Lumpur (Malaisie). La phase finale se déroule sur le Stade Hang Jebat à Malacca en Malaisie du 23 septembre 2013 au 29 septembre 2013. Les premiers de chaque groupe se qualifient pour la finale.

### Groupe A
| Rang | Équipe          | Pts | J | G | N | P | Bp | Bc | Diff |  | Résultats       |  |     | Drapeau du Népal |
| ---- | --------------- | --- | - | - | - | - | -- | -- | ---- |  | --------------- |  | --- | ---------------- |
| 1    | FC Balkan       | 6   | 2 | 2 | 0 | 0 | 10 | 0  | +10  |  | FC Balkan       |  | 4-0 | 6-0              |
| 2    | Erchim          | 1   | 2 | 0 | 1 | 1 | 1  | 5  | -4   |  | Erchim          |  |     | 1-1              |
| 3    | Three Star Club | 1   | 2 | 0 | 1 | 1 | 1  | 7  | -6   |  | Three Star Club |  |     |                  |

| 23 septembre 2013 | Three Star Club | 0 - 6   | FC Balkan                                                                                      | Stade Hang Jebat, Malacca                                         |                                                                   |
| 16:45             |                 | (0 - 2) | Tkachenko 22e · Garadanow 24e · Saparow 59e · Şirmedow 63e · Gurbani 78e (pen.) · Çoňkaýew 87e | Spectateurs : 156 Arbitrage : Muhammad Taqi Al-Jaafari Bin Jahari | Spectateurs : 156 Arbitrage : Muhammad Taqi Al-Jaafari Bin Jahari |
| 16:45             | Rapport         |         |                                                                                                | Spectateurs : 156 Arbitrage : Muhammad Taqi Al-Jaafari Bin Jahari | Spectateurs : 156 Arbitrage : Muhammad Taqi Al-Jaafari Bin Jahari |

| 25 septembre 2013 | Erchim      | 1 - 1   | Three Star Club | Stade Hang Jebat, Malacca                                |                                                          |
| 19:45             | Battulga 8e | (1 - 0) | Zikahi 90+1e    | Spectateurs : 245 Arbitrage : Mohanad Qasim Eesee Sarray | Spectateurs : 245 Arbitrage : Mohanad Qasim Eesee Sarray |
| 19:45             | Rapport     |         |                 | Spectateurs : 245 Arbitrage : Mohanad Qasim Eesee Sarray | Spectateurs : 245 Arbitrage : Mohanad Qasim Eesee Sarray |

| 27 septembre 2013 | FC Balkan                                                        | 4 - 0   | Erchim | Stade Hang Jebat, Malacca                        |                                                  |
| 19:45             | Saparow 59e · Gurbani 76e (pen.) · Hojaahmedow 81e · Gurbani 86e | (0 - 0) |        | Spectateurs : 142 Arbitrage : Abdullah Al-Hilali | Spectateurs : 142 Arbitrage : Abdullah Al-Hilali |
| 19:45             | Rapport                                                          |         |        | Spectateurs : 142 Arbitrage : Abdullah Al-Hilali | Spectateurs : 142 Arbitrage : Abdullah Al-Hilali |

### Groupe B
| Rang | Équipe              | Pts | J | G | N | P | Bp | Bc | Diff |  | Résultats           |  |     |     |
| ---- | ------------------- | --- | - | - | - | - | -- | -- | ---- |  | ------------------- |  | --- | --- |
| 1    | KRL FC              | 6   | 2 | 2 | 0 | 0 | 3  | 0  | +3   |  | KRL FC              |  | 2-0 | 1-0 |
| 2    | Hilal Al-Quds       | 3   | 2 | 1 | 0 | 1 | 3  | 4  | -1   |  | Hilal Al-Quds       |  |     | 3-2 |
| 3    | Dordoi-Dynamo Naryn | 0   | 2 | 0 | 0 | 2 | 2  | 4  | -2   |  | Dordoi-Dynamo Naryn |  |     |     |

| 23 septembre 2013 | Dordoi-Dynamo Naryn | 0 - 1   | KRL FC               | Stade Hang Jebat, Malacca                      |                                                |
| 19:45             |                     | (0 - 0) | Kaleemullah Khan 76e | Spectateurs : 185 Arbitrage : Ammar Al-Jeneibi | Spectateurs : 185 Arbitrage : Ammar Al-Jeneibi |
| 19:45             | Rapport             |         |                      | Spectateurs : 185 Arbitrage : Ammar Al-Jeneibi | Spectateurs : 185 Arbitrage : Ammar Al-Jeneibi |

| 25 septembre 2013 | Hilal Al-Quds                      | 3 - 2   | Dordoi-Dynamo Naryn           | Stade Hang Jebat, Malacca                                  |                                                            |
| 16:45             | Hicham Salhe 57e · Roma 85e, 90+3e | (0 - 1) | Otkeev 45+2e · Rustamov 90+1e | Spectateurs : 250 Arbitrage : Mohd Amirul Izwan Bin Yaacob | Spectateurs : 250 Arbitrage : Mohd Amirul Izwan Bin Yaacob |
| 16:45             | Rapport                            |         |                               | Spectateurs : 250 Arbitrage : Mohd Amirul Izwan Bin Yaacob | Spectateurs : 250 Arbitrage : Mohd Amirul Izwan Bin Yaacob |

| 27 septembre 2013 | KRL FC                            | 2 - 0   | Hilal Al-Quds | Stade Hang Jebat, Malacca                                         |                                                                   |
| 16:45             | Kaleemullah Khan 77e · Adil 90+3e | (0 - 0) |               | Spectateurs : 197 Arbitrage : Muhammad Taqi Al-Jaafari Bin Jahari | Spectateurs : 197 Arbitrage : Muhammad Taqi Al-Jaafari Bin Jahari |
| 16:45             | Rapport                           |         |               | Spectateurs : 197 Arbitrage : Muhammad Taqi Al-Jaafari Bin Jahari | Spectateurs : 197 Arbitrage : Muhammad Taqi Al-Jaafari Bin Jahari |

## Finale
| 29 septembre 2013 | FC Balkan   | 1 - 0   | KRL FC | Stade Hang Jebat, Malacca                      |                                                |
| 19:45             | Gurbani 87e | (0 - 0) |        | Spectateurs : 578 Arbitrage : Ammar Al-Jeneibi | Spectateurs : 578 Arbitrage : Ammar Al-Jeneibi |
| 19:45             | (Rapport)   |         |        | Spectateurs : 578 Arbitrage : Ammar Al-Jeneibi | Spectateurs : 578 Arbitrage : Ammar Al-Jeneibi |

## Récompenses
| Récompense      | Joueur         | Équipe              |
| --------------- | -------------- | ------------------- |
| Meilleur joueur | Amir Gurbani   | FC Balkan           |
| Meilleur buteur | Mirlan Murzaev | Dordoi-Dynamo Naryn |

## Meilleurs buteurs
| Place | Joueur              | Équipe                  | Buts |
| ----- | ------------------- | ----------------------- | ---- |
| 1     | Mirlan Murzaev      | Dordoi-Dynamo Naryn     | 9    |
| 2     | Kaleemullah Khan    | KRL FC                  | 7    |
| 3     | Amir Gurbani        | FC Balkan               | 6    |
| 4     | Roberto Kettlun     | Hilal Al-Quds           | 4    |
| 4     | Chan Vathanaka      | Boeung Ket Rubber Field | 4    |
| 6     | Iyad Abu Gharqoud   | Hilal Al-Quds           | 3    |
| 6     | Mämmedaly Garadanow | FC Balkan               | 3    |
| 6     | Tursunali Rustamov  | Dordoi-Dynamo Naryn     | 3    |
| 6     | Rahmet Şirmedow     | FC Balkan               | 3    |
| 6     | Léonce Dodoz Zikahi | Three Star Club         | 3    |